# Iouri Karandine
Iouri Pavlovitch Karandine - en russe Юрий Павлович Карандин et en anglais Yuri Karandin - (né le 22 mars 1937 en URSS) est un ancien arbitre puis dirigeant de hockey sur glace soviétique. Il a été admis au Temple de la renommée de l'IIHF et au Temple de la renommée du hockey russe en 2004.

## Biographie
Il a officié dans le championnat d'URSS de 1963 à 1988 pour un bilan de 876 matchs. Il a été élu à 22 reprises dans les dix meilleurs arbitres soviétiques. Il a participé à 268 matchs internationaux. Il a dirigé des rencontres aux Jeux olympiques d'hiver de 1972 et 1984, aux championnats du monde 1970, 1971, 1973, 1983, 1985, 1986, 1987 et à la Coupe Canada 1984. Dans les catégories jeunes, il était présent à deux éditions du mondial junior.